# Emile Carlier
Emile Adolphe Victor Carlier (Lanquesaint, 28 juli 1879 – Aat, 24 januari 1934) was een Belgisch volksvertegenwoordiger en burgemeester.

## Levensloop
Emile Carlier was de oudste zoon in een landbouwersgezin met tien kinderen. Al op zijn negende stopte hij met school om zijn ouders te helpen op hun boerderij in Lanquesaint. Omdat de magere opbrengsten van de boerderij onvoldoende waren om het hele gezin te onderhouden, trok de familie Carlier in 1891 naar Aat. Vader Carlier ging als stoelenmaker aan de slag in de ateliers van de katholieke industrieel Léon Cambier, Emile Carlier leerde er als leerjongen het vak van stoelenmaker. In 1895 werden hij, zijn vader en een van zijn zussen ontslagen, omdat ze de lokale socialisten hadden gesteund en de nederlaag van hun werkgever bij de lokale verkiezingen in Aat hadden gevierd. Vervolgens vond Emile Carlier een baan bij de liberaalgezinde bosbouwer Carton, tot hij in 1897 opnieuw werd ontslagen omdat hij betrokken was bij de stichting van een vakbond voor bosarbeiders. Nadien trok Carlier naar Noord-Frankrijk, waar hij aan de slag was als baksteenmaker.
Aan het begin van de 20e eeuw keerde Carlier terug naar Aat, waar hij zich aansloot bij de in 1899 gestichte afdeling van de socialistische Belgische Werkliedenpartij (BWP-POB). Om in zijn levensonderhoud te voorzien was hij aan de slag als klompenmaker en verkoper van socialistische kranten. Carlier werd al snel een van de leidende figuren van de socialisten van Aat. In 1903 werd hij tevens adjunct-secretaris van de socialistische federatie van het arrondissement Doornik-Aat en van 1904 tot aan zijn dood was hij federaal secretaris van de federatie. In die hoedanigheid was hij ook redacteur van het socialistische blad L'Égalité.
In 1907 werd hij op een kartellijst van liberalen en socialisten verkozen tot gemeenteraadslid van Aat, wat hij bleef tot aan zijn overlijden in 1934. In de gemeenteraad verdedigde hij het openbaar onderwijs, verzette hij zich tegen de komst van een infanteriekazerne in Aat en ondersteunde hij de modernisering van de infrastructuur van de gemeente. Bij de gemeenteraadsverkiezingen van 1932 behaalden de socialisten een absolute meerderheid in de gemeenteraad, waarna Carlier in januari 1933 burgemeester van Aat werd. Vanaf het voorjaar van 1933 moest hij wegens een aandoening aan het hart, die in januari 1934 tot zijn overlijden zou leiden, zijn activiteiten als burgemeester staken.
In 1901 was hij de oprichter van een rationalistische arbeidersvereniging, Les Disciples de Voltaire. Hetzelfde jaar stond hij aan de basis van de coöperatieve bakkerij La Persévérante, waarvan hij later secretaris en directeur werd. Onder invloed van Carlier ging La Persévérante zich toeleggen op de verkoop van steenkool en stoffen en opende de coöperatieve verschillende kruidenierszaken. Ze groeide uit tot een van de belangrijkste coöperatieven in de streek van Doornik, tot in de jaren 1930 door de economische crisisjaren ten onder ging. In 1906 stichtte Carlier eveneens de coöperatieve Les Équitables chaisiers, dat meubels en stoelen produceerde voor socialistische organisaties. Door een gebrek aan kapitaal en mechanisch gereedschap ging deze coöperatieve nog voor de Eerste Wereldoorlog ten onder. Ook probeerde Carlier om de lokale vakbond van bosarbeiders nieuw leven in te blazen, maar dat draaide uit op een mislukking.
Daarnaast zetelde hij in het bestuurscomité van de socialistische mutualiteit van Aat-Maffle. In augustus 1915 was hij een van de gangmakers van een vereniging van 15 mutualiteiten binnen de Federatie van Socialistische Mutualiteiten van het arrondissement Doornik-Aat, met hoofdzetel in Doornik. Tot 1919 was Carlier secretaris-schatbewaarder van deze federatie, in 1919 werd hij er de federale voorzitter van. In die rol was hij verantwoordelijk voor het opzetten van een chirurgische dienst (1921), een kliniek in Doornik (1922), een polikliniek in Aat (1925) en consultatiepraktijken in Péruwelz en Leuze-en-Hainaut.
Tijdens de Eerste Wereldoorlog verschafte Carlier vanuit het door de Duitsers bezette Belgische binnenland inlichtingen aan het Belgische leger. Om die reden werd hij door de Duitsers ter dood veroordeeld, een straf die uiteindelijk werd omgezet in drie jaar gevangenis, uit te zitten in Duitsland. Dit bezorgde hem bij zijn terugkeer naar België eind 1918 de status van oorlogsheld en bij de eerste naoorlogse verkiezingen, in november 1919, kreeg hij een verkiesbare plaats op de socialistische Kamerlijst van het arrondissement Doornik-Aat. Carlier bleef in de Kamer van volksvertegenwoordigers zetelen tot aan zijn overlijden in januari 1934 en was er secretaris van de socialistische fractie. Als parlementslid specialiseerde hij zich in financiële thema's; hij was secretaris van de Kamercommissie Financiën en hield interpellaties over de Belgische begroting, de vergoeding van oorlogsslachtoffers, douanetarieven, de financiering van het gemeentefonds en inkomstenbelastingen. Daarnaast kwam hij op voor de belangen van kleine boerderijen en landbouwarbeiders in zijn streek.
Carlier sprak daarnaast zijn steun uit voor de Waalse Beweging. In 1912 nam hij deel aan het Waals Nationaal Congres en van 1919 tot aan zijn dood was hij lid van de Assemblée wallonne.